# نيسان برزدنت
نيسان برزدنت (بالإنجليزية: Nissan President)‏ هي سيارة من تصنيع شركة نيسان موتورز.

## روابط خارجية
- تاريخ سيارة نيسان برزدنت (بالإنجليزية)